# Второе сражение при Булл-Ран
Второе сражение при реке Булл-Ран (англ. The Second Battle of Bull Run), известное на Юге как Второе сражение при Манассасе, произошло 28—30 августа 1862 года во время Гражданской войны в Америке. Сражение стало кульминационным моментом кампании, которую вела Северовирджинская армия генерала Ли против Вирджинской армии федерального генерала Джона Поупа. Оно произошло примерно на том же самом месте, что и Первое сражение при Булл-Ран, но в большем масштабе.
В августе 1862 года генерал Томас Джексон совершил длинный марш в обход армии противника, захватил и уничтожил федеральный склад на станции Манассас, тем самым перерезав одну из основных линий снабжения Вирджинской армии, и поставив под угрозу другие её коммуникации. Отступив несколько миль на северо-запад, Джексон разместил свои дивизии на Каменистом хребте — сильной оборонительной позиции, которая позволяла контролировать ж/д и основную дорогу на Сентервилль. 28 августа 1862 Джексон атаковал федеральную колонну восточнее Гейнсвилля, возле фермы Брауна (Броунерс-Фарм). В тот же день часть армии Ли под командованием Джеймса Лонгстрита сломила сопротивление противника у Торуфэир Гэп и пришла на помощь Джексону.
Поуп был убеждён, что сумел поймать Джексона в ловушку, поэтому сконцентрировал против него всю свою армию. 29 августа он провёл серию атак на позиции Джексона в районе неоконченной ж/д выемки. Эти атаки были отбиты с тяжёлыми потерями для обеих сторон. В полдень на поле боя прибыл Лонгстрит и занял позиции на правом фланге Джексона. 30 августа Поуп повторил атаки, ещё не зная о появлении Лонгстрита. Когда конфедеративная артиллерия нанесла серьёзный урон атакующему федеральному V корпусу, Лонгстрит ударил во фланг федералов, бросив в атаку 25 000 человек пяти дивизий — это была самая крупная единовременная атака за историю гражданской войны. Федеральный левый фланг рухнул и армия была отброшена к реке. Только эффективные арьергардные бои федеральной армии избавили её от повторения Первого Булл-Рана.
По оценке Фримана, во время Булл-ранского сражения Северовирджинская армия продемонстрировала высокую эффективность: штабы работали прекрасно, артиллерия и кавалерия действовали весьма успешно, разведка тоже оказалась на высоте, и в целом армия действовала заметно лучше, чем в предыдущих сражениях Семидневной битвы.

## Предыстория

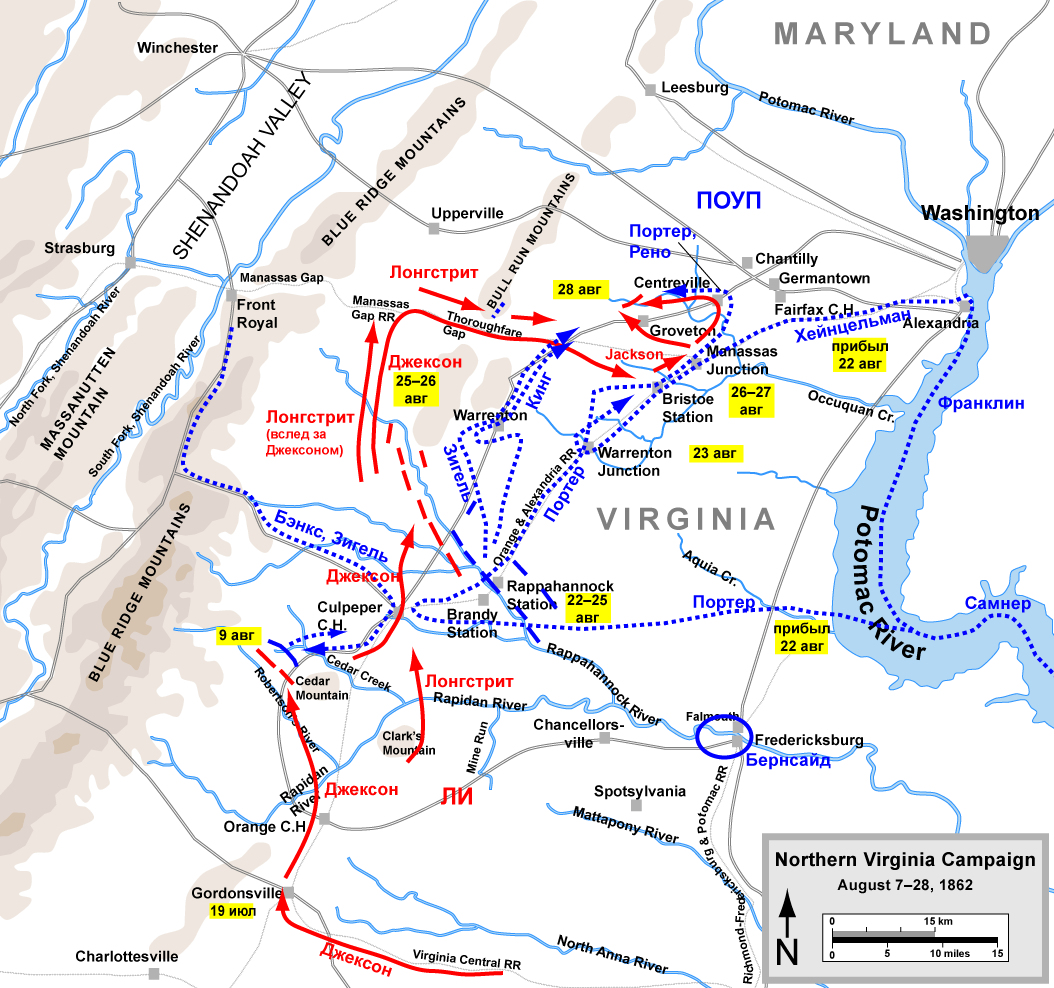
Северовирджинская кампания, 7-28 августа 1862 года.

После неудачной для генерала Макклелана кампании на полуострове, президент Линкольн решил передать командование только что созданной Вирджинской армией генералу Джону Поупу, который хорошо показал себя на Западе и казался президенту более агрессивным и решительным генералом, чем Макклелан.
Перед Поупом было поставлено несколько задач. Он должен был защищать Вашингтон и долину Шенандоа, и одновременно наступлением на Гордонсвиль отвлекать генерала Ли от преследования отступающей армии Джорджа Макклелана. Между тем Ли уже понял, что армия Макклелана после Семидневной битвы не является серьёзной угрозой Ричмонду и занята только проблемами отступления, поэтому решился перебросить часть своей армии на север. Ли отправил Томаса Джексона с двумя дивизиями под Гордонсвиль, чтобы тот сдерживал Поупа и прикрывал Центральную вирджинскую железную дорогу. План Ли состоял в том, чтобы разбить противника по частям: сначала разгромить Поупа, а затем вернуться к армии Макклелана. Он поручил Лёгкой дивизии генерала Эмброуза Хилла (12 000 человек) присоединиться к Джексону, и теперь у Джексона было три дивизии — под командованием Тальяферро, Юэлла и Хилла. 3 августа главнокомандующий Союза Генри Хэллек велел Макклелану оставить Вирджинский полуостров и вернуться в северную Вирджинию на помощь Поупу. Макклелан был категорически против, и медлил с возвращением до 14 августа. Однако, даже вернувшись в Александрию, Макклелан не стал сотрудничать с Поупом, которого считал своим конкурентом, а рекомендовал военному департаменту сосредоточиться на обороне Вашингтона и не усиливать армию Поупа дополнительными подкреплениями.
9 августа федеральный генерал Натаниэль Бэнкс атаковал Джексона у Кедровой горы, но был отброшен контратакой Эмброуза Хилла. Теперь Джексон знал, что корпуса Поупа объединились, и отказался от своего плана разгрома противника по частям. 12 августа он вернулся в Гордонсвилль. 13 августа Ли послал Лонгстрита на соединение с Джексоном. 22-25 августа противники вели локальные бои вдоль реки Раппаханок. Река сильно разлилась от дождей и Ли не смог переправиться на левый берег. Тем временем части федеральной Потомакской армии прибыли с полуострова и присоединились к Поупу. Теперь Ли имел дело с превосходящими его силами и в перспективе его ждало столкновение с армией в 200 000 человек. Он разработал новый план: Джексон и Стюарт должны были отправиться во фланговый марш и перерезать федеральные коммуникации — ж/д Оранж-Александрия. Предполагалось, что Поуп будет вынужден отступить и его можно будет разбить на марше.
Джексон выступил 25 августа и прибыл в Салем (сейчас Маршалл) той же ночью.
Вечером 26 августа Джексон обошёл правый фланг Поупа через ущелье Тсроуфэйр Гэп и совершил рейд на станцию Манассас: он разрушил железнодорожную ветку Оранж-Алесандрия у станции Бристоу, а к вечеру 27 августа захватил и уничтожил крупную федеральную базу снабжения около Манассаса. В итоге он оказался примерно в 30 километрах от Вашингтона. В ночь на 28 августа Джексон двинул свои дивизии на север к тому месту, где произошло первое сражение при Булл-Ран, и там занял позицию у выемки неоконченной железной дороги проходившей вдоль Каменистого хребта. Позиция была удобной. Густые леса позволили южанам спрятать свою армию, а наблюдательные посты держали под наблюдением Уоррентонскую дорогу, по которой должны были отступать северяне. Хорошие дороги в тылу позволяли быстро подойти армии Лонгстрита, а в случае неудачи, они же давали шанс быстро отступить к Булл-Ранским горам. И наконец, выемка железной дороги представляла собой подобие полевых укреплений. Джексон не знал, где находится армия Поупа, но предполагал, что её левый фланг будет двигаться по Уоррентонской дороге. Позиция на Каменистом хребте позволяла дождаться Лонгстрита, или же принять бой, а в случае неудачи — отступить на запад.
Для Поупа появление Джексона в тылу стало полной неожиданностью, однако он решил, что у него появился шанс разбить армию противника по частям. Он отдал приказ двигаться на север тремя колоннами. Левая колона состояла из корпусов Зигеля и Макдауэлла под общим командованием Макдауэла — им было приказано выйти к Гейнсвиллю 27 августа. Центральная колонна состояла из корпуса Джессе Рено и частей корпуса Хейнцельмана, который только что присоединился к Вирджинской армии — им было приказано идти к Гринвичу — городку в 6 милях юго-западнее Гейнсвилля. Правая колонна состояла из дивизии Хукера и корпуса Портера, который, подобно Хейнцельману, только что присоединился к армии. Итого в распоряжении Поупа было 66 000 человек, в том числе два свежих корпуса. По словам историка Джона Хеннеси, Джексон оказался в исключительно опасном положении: на него наступала не только армия Поупа, но и другие части федеральной армии, и в целом примерно 80 000 человек надвигались на него одновременно с разных сторон.
Поуп был уверен в своей победе, однако, в его планах имелись существенные изъяны. Во-первых, Вирджинской армии было непросто выполнить те сложные манёвры, которых он хотел, а во-вторых, Поуп забыл про кавалерию, которая могла бы отслеживать перемещения Джексона или даже задержать его. Поуп не знал, что в ночь на 28 августа Джексон увёл своих людей из Манасаса на Каменистый хребет у Гроветона — федеральный главнокомандующий решил, что Джексон будет просто стоять в Манассасе и ждать.
Вместе с тем, Лонгстрит впоследствии писал, что приказы Поупа на 27 и 28 числа были неплохи. Главной же ошибкой Лонгстрит называет решение Поупа остаться в тылу, вместо того, чтобы следовать за своими колоннами и следить за их действиями. «Он поручил их офицерам, которые некогда провалили первое сражение при Манассасе», писал он.
Ещё одной ошибкой Поупа была его уверенность в том, что Лонгстрит не успеет прийти на помощь Джексону. Однако, этой уверенности не разделял Макдауэлл, который регулярно получал от Джона Бьюфорда сообщения о Лонгстрите. На всякий случай он оставил около Гейнсвилля дивизию Рикеттса (5000 чел.) и 1-й ньюджерсийский кавалерийский полк, которым приказал задержать Лонгстрита, если потребуется.

## Силы сторон
Северовирджинская армия генерала Ли насчитывала 55 000 человек, но дивизии Маклоуза и Даниеля Хилла были оставлены в Ричмонде, поэтому в сражении участвовало 48 000 или 50 000 человек. Северовирджинская армия была сведена в два «крыла». Правым крылом командовал Лонгстрит (26 768 пехоты), левым — Джексон (22 500 человек). Джексону была также придана кавалерийская дивизия Стюарта.
Вирджинская армия генерала Поупа насчитывала около 51 000 человек, она была разделена на три корпуса. Корпусами командовали Франц Зигель, Натаниэль Бэнкс и Ирвин Макдауэлл. Но II корпус Бэнкса не участвовал в битве (стоял при станции Бристо), из его состава сражалась лишь небольшая кавалерийская бригада Д. Бьюфорда. Части Потомакской армии Макклеллана — III корпус (Хейнцельман), V (Портер), и IX корпус Бернсайда (под командованием генерал-майора Д. Рено), всего около 26 тысяч, были временно присоединены к Поупу, так что общая численность его армии возросла до 62 000 человек.

## Сражение

### 28 августа

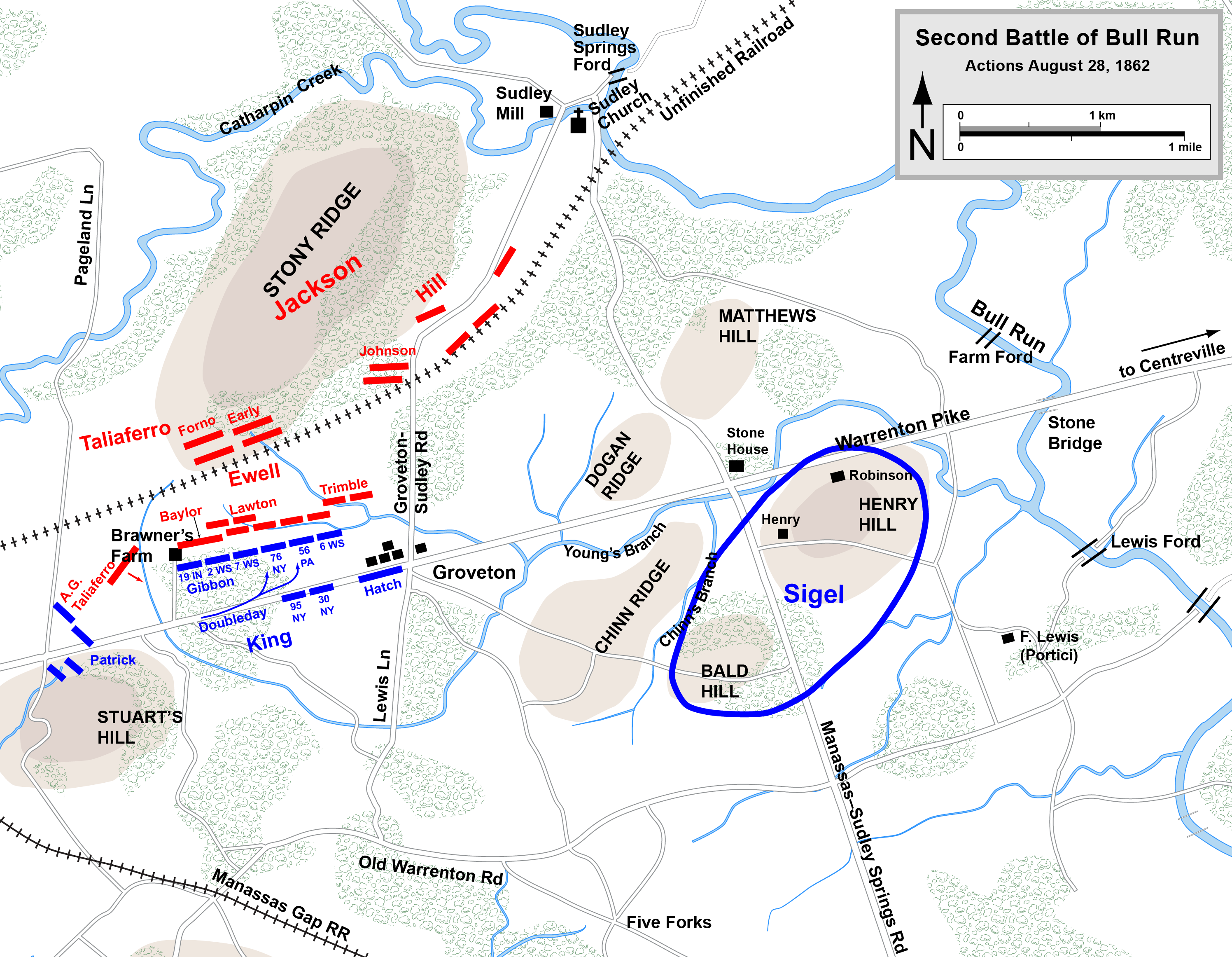
Боевые действия 28 августа

Боевые действия 28 августа иногда считаются началом сражения при Бул-Ран, а иногда (в литературе и солдатских письмах) выделяются в отдельное сражение, которое называется сражение при Гроветоне или сражение при Браунерс Фарм, или сражение при Гейнсвилле.
В ночь на 28 августа Поуп приказал приступить к окружению Джексона, который, по его мнению, всё ещё находился в Манассасе. Важной частью этого плана было наступление двух корпусов Макдауэлла, которые должны были выйти из Гейнсвилля и оказаться к северу и западу от Манассаса, отрезая Джексону пути отступления. «Если вы будете двигаться оперативно и быстро, — писал Поуп Макдауэллу, — мы сцапаем всю эту толпу». В соответствии с этими приказами утром 28 августа Макдауэлл двинул свои дивизии вперёд по Уоррентонской дороге.
Сражение началось 28 августа, как только Джексон, находившийся возле фермы Джона Браунера, увидел федеральную колонну, движущуюся по Уорретонской дороге. Эта колонна состояла из частей дивизии генерала Руфуса Кинга: бригад Джона Хэтча, Джона Гиббона, Эбнера Даблдея и Марсена Патрика, общей численностью около 7500 человек. Первой шла бригада Хэтча, за ней — бригада Гиббона, за которым двигалась батарея «В» 4-го артиллерийского полка. Они шли на соединение с остальными частями армии к Сентервиллю. Сам Кинг отсутствовал из-за сильного припадка эпилепсии в тот день.
Джексон полагал, что армия Лонгстрита уже на подходе, поэтому постарался привлечь к себе внимание противника и спровоцировать его на атаку. В 17:30 Джексон приказал открыть огонь и батарея Стаутонской артиллерии из дивизии Юэлла сделала первые выстрелы по колонне Хэтча. Генерал Хэтч, которому разведка ничего не сообщала о присутствии противника, был несколько удивлён, и приказал подтянуть свою артиллерию, но обстрел стал таким плотным, что развернуть батареи для боя было невозможно. Федеральная дивизия остановилась. Джон Гиббон так же приказал подтянуть свою батарею — шесть 12-фунтовых «Наполеонов» — и открыть огонь. На тот момент никто из бригадных командиров не знал, где находится дивизионный командующий (Руфус Кинг), поэтому им пришлось принимать решение самостоятельно. Даблдэй предложил атаковать батарею противника, а Гиббон согласился.
Гиббон полагал, что Джексон находится в Сентервилле, поэтому решил, что имеет дело всего лишь с отрядом конной артиллерии Джеба Стюарта. Гиббон отправил вестового к остальным бригадам с просьбой поддержки, а своего штабного офицера Фрэнка Хэскелла направил во 2-й висконсинский полк (полковник Эдгар О’Коннор) с приказом атаковать холм и захватить орудия. Полк О’Коннора был единственным полком во всей бригаде Гиббона, который прежде участвовал в боевых действиях.

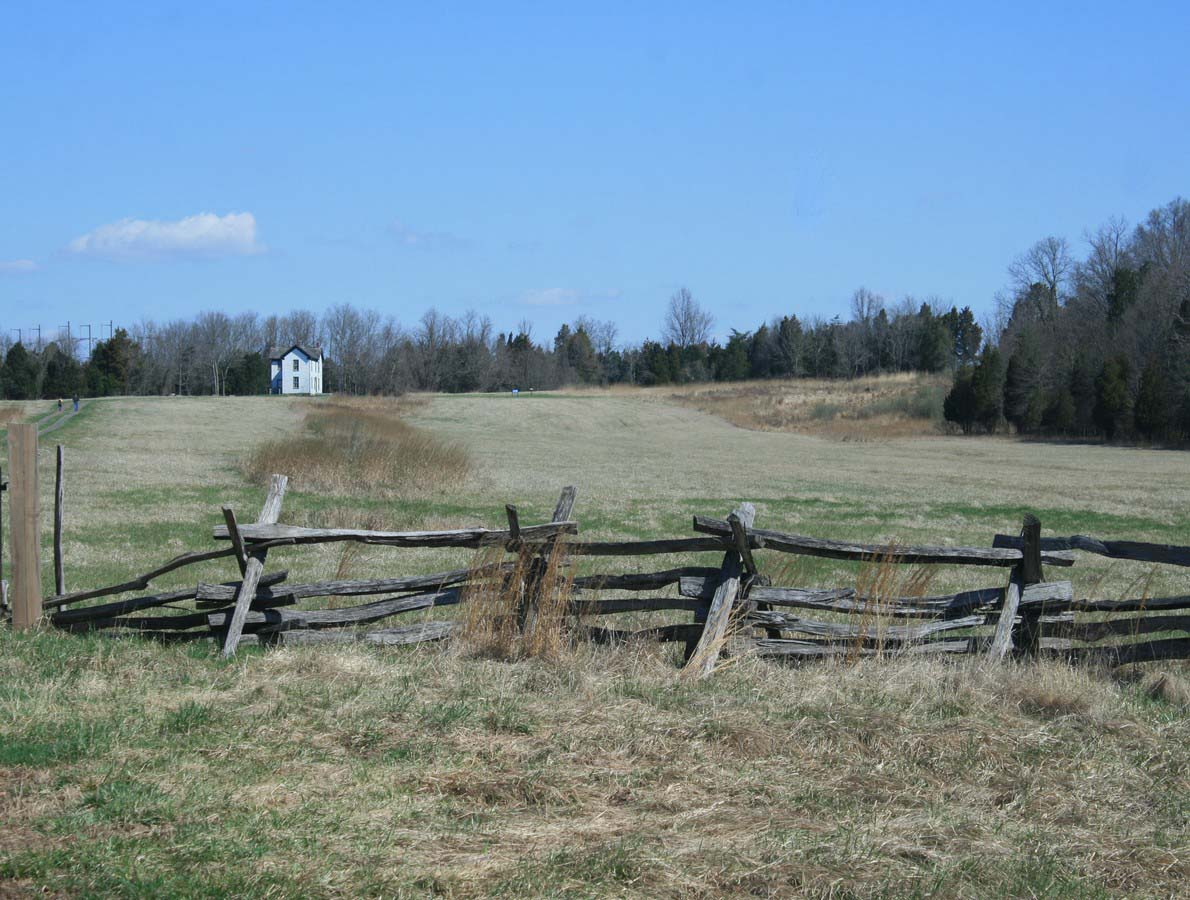
Вид на ферму Брауна с Гроветонской дороги.

В 18:00 2-й висконсинский развернулся в боевую линию, его 430 человек вышли к ферме Брауна, построились, и начали подниматься на холм. Они отбросили пикеты противника, но затем попали под залп своим правым флангом: это открыли огонь 800 человек знаменитой «бригады Каменной Стены» под командованием полковника Уильяма Бэйлора. Попав под огонь с дистанции 140 метров, висконсинский полк не дрогнул, а ответил мощным залпом по противнику, засевшему в саду у фермы. Конфедераты ответили с дистанции 73 метра и около двух часов стороны вели перестрелку, стоя друг против друга практически без всякого прикрытия. Джексон назвал этот бой «жестоким и кровавым». Гиббон ввёл в бой 19-й Индианский полк. Джексон, управляя боем лично (несмотря на присутствие дивизионного командира Ричарда Юэлла), послал в бой три джорджианских полка из бригады Лоутона. Гиббон бросил против них 7-й Висконсинский. Джексон приказал генералу Тримблу поддержать Лоутона, который столкнулся с последним резервом Гиббона — 6-м Висконсинским полком.
Происходящее напоминало смесь землетрясения, извержения вулкана, шторма и урагана.  Нам по сей день слышатся те стоны, рычания, визги, крики и взрывы... Демонам было бы впору плясать под такую мелодию.
После появления людей Тримбла Гиббону пришлось чем-то закрывать брешь между 6-м висконсинским и остальными полками «железной бригады». Даблдэй послал 56-й Пенсильванский и 76-й Нью-Йоркский, которые прошли через лес и встретили людей Тримбла. Федералы появились уже в темноте и попали под совместные, но не скоординированные атаки Лоутона и Тримбла. Джексон выдвинул вперед конную артиллерию майора Джона Пелхама, которая открыла огонь по 19-му индианскому с дистанции 91 метра. Бой затих около 21:00, когда люди Гиббона отступили, отстреливаясь, на окраину леса. Полки Даблдэя отошли к дороге в полном порядке. Бой завершился вничью, но он дорого обошёлся обеим сторонам: Федералы потеряли 1150 человек, южане — 1250. 2-й висконсинский потерял 276 человек из 430. «Бригада каменной стены» — 340 из 800. Два джорджианских полка (21-й Тримбла и 26-й Лоутона) потеряли около 70 % своего состава. В целом, вышел из строя каждый третий. Генерал Конфедерации Тальяферро писал: «В этом бою не было маневрирования и очень мало было тактики. Вопрос стоял — кто упорнее, а упорны были обе стороны». Сам Тальяферро был ранен в этом бою. Генерал Юэлл потерял здесь свою правую ногу (нога была раздроблена пулей и ампутирована) и выбыл из строя вплоть до июня 1863 года.
В целом итоги боя были скромны: имея трёхкратное численное превосходство (6 200 против 2 100) Джексон не смог разбить и уничтожить противника. Во многом это объясняется быстро наступившей темнотой, ранением двух его ключевых генералов, разрозненностью его частей и упорством противника. Сказались и трудности в использовании артиллерии. Джексон потом писал: «так как маневрировать артиллерией в лесу оказалось сложно, то у меня не оказалось этого оружия в том количестве, на которое я рассчитывал в начале сражения; но эта проблема была решена майором Пелхамом и его конной артиллерией, которая вышла вперёд правее меня и открыла огонь в тот момент, когда её услуги были более всего необходимы».
И все же Джексон достиг основной стратегической цели: привлёк к себе внимание федеральной армии и спровоцировал её на атаку. Поуп ошибочно предположил, что бой произошёл в тот момент, когда Джексон отступал из Сентервилла. Он решил, что поймал Джексона в ловушку и решил теперь разбить его до подхода Лонгстрита. В депеше генералу Филипу Карни в 21:05 он, в частности, написал: «генерал Макдауэлл перехватил отступающего противника и находится сейчас перед его фронтом… Если он не скроется по частям за ночь, мы его схватим».
Он предполагал, что около Броунерс-фарм Гиббон приостановил отступление Джексона, а дивизия Макдауэлла отрезала ему пути отступления к Булл-ранским горам. В реальности же корпус Макдауэлла был разбросан и неуправляем: дивизия Рейнольдса находилась юго-восточнее Джексона, а две другие по недоразумению ушли в разные стороны. Макдауэлл не смог навести порядок, потому что всю ночь бродил по округе в поисках штаба Поупа и не имел связи со своими дивизионными командирами. Узнав о положении корпуса Макдауэлла, Поуп был раздосадован, и составил приказ генералу Портеру, согласно которому Портер должен был с утра начать наступление на левый фланг армии Джексона.
Но и само предположение Поупа, что Джексон намерен отступать, было ошибочным. Джексон находился на удобной оборонительной позиции и с нетерпением ждал Лонгстрита, чтобы совместно атаковать Поупа. Разведка уже донесла Поупу о манёврах Лонгстрита, но Поуп по необъяснимой причине не придал значения этим событиям.

### 29 августа

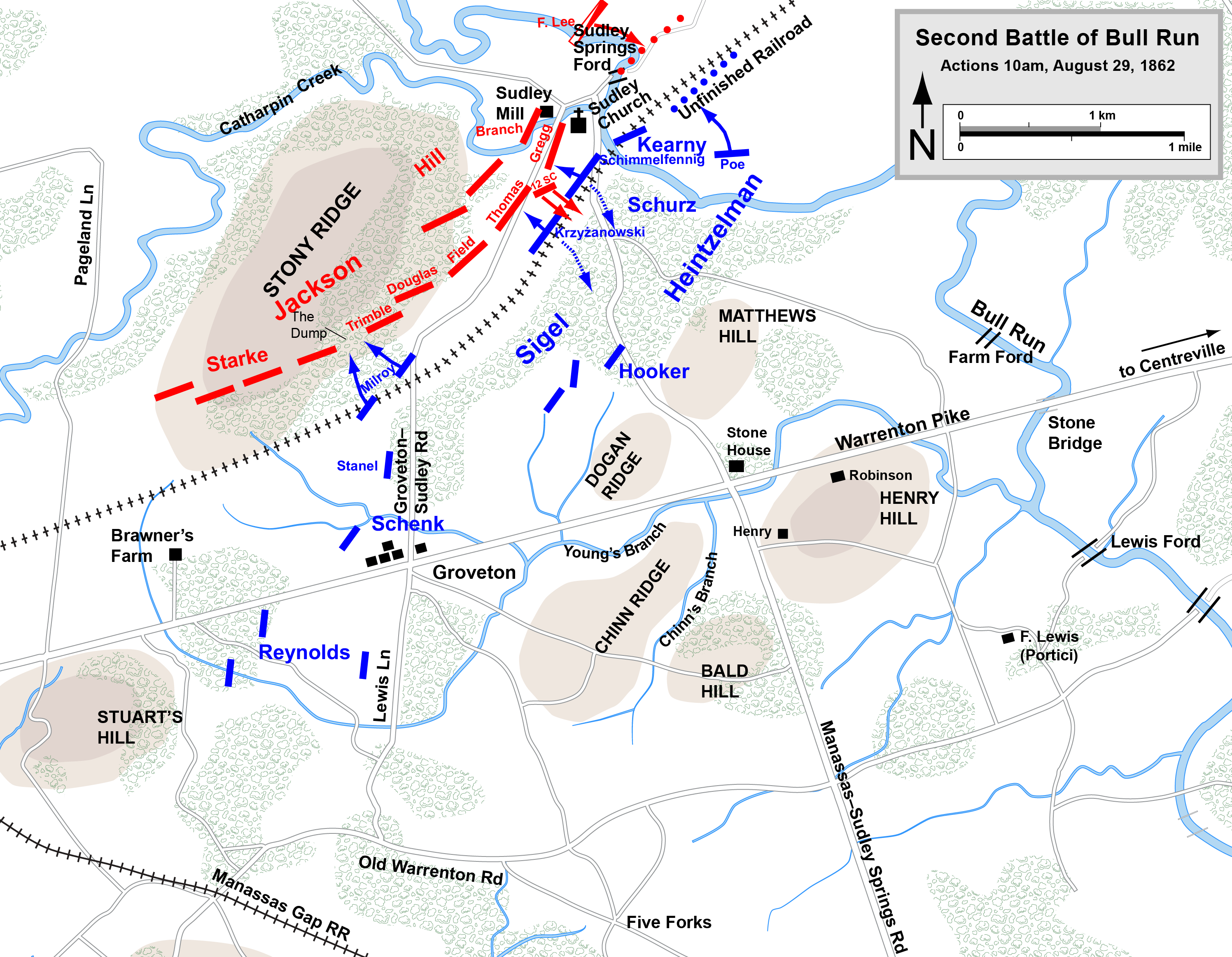
29 августа, 10:00,атака Зигеля.

С самого начала задачей Джексона было удержать Поупа до того момента, пока не прибудет Лонгстрит с остальной частью Северовирджинской армии. У Лонгстрита имелось 25 000 человек, и 29 августа в 06:00 они начали марш из Торуфэир Гэп на Манассас. Джексон заранее выбрал для него позиции и послал Стюарта, чтобы тот привёл туда передовые отряды Лонгстрита. Сам же он тем временем реорганизовал свои части на случай утренней атаки Поупа: отвёл дивизию Юэлла от фермы Брауна и разместил свои 20 000 человек южнее Каменистого Хребта, растянув их в линию на 2700 метров вдоль траншеи неоконченной железной дороги. Теперь дивизия Юэлла (под командованием Лоутона) стояла в центре, дивизия Тальяферро (под ком. Старка) справа, а «Лёгкая дивизия Хилла» — слева. Бригады Хилла стояли в густом лесу, что не позволяло использовать артиллерию для их поддержки. Зная это, Хилл построил бригады в две линии, поместив впереди южнокаролинцев Макси Грегга и джорджианцев Эдварда Томаса.
План Поупа состоял в атаке флангов противника. Он приказал Фицджону Портеру выдвинуться к Гэинсвиллу и атаковать то, что Поуп считал правым флангом противника. Зигелю он приказал на рассвете атаковать левый фланг. Зигель, не зная положения противника, начал наступать широким фронтом. Вперед пошла дивизия Роберта Шенка, левее — дивизия Джона Рейнольдса, в центре бригада Роберта Милрой, а справа дивизия Карла Шурца. Две бригады Шурца двигаясь на север по дороге Манассас-Садлей, первые встретились с противником в 07:00.
Атака Зигеля на позиции дивизии Хилла была типична для атак того дня у Каменистого Хребта. Железнодорожная выемка представляла собой удобную оборонительную позицию, но южане избегали глухой обороны и часто переходили в контратаки. (Чуть позже Джексон применит эту же тактику в сражении при Энтитеме.) Две бригады Шурца вступили в перестрелку с бригадами Грегга и Томаса. Услышав стрельбу справа, генерал Милрой отправил на помощь Шурцу два полка. Эти полки кое-чего достигли: 82-й огайский полк ворвался на позиции противника, но долго не продержался и был в итоге отброшен. Шенк и Рейнольдс втянулись в интенсивную артиллерийскую дуэль, но пехоту вперед двинуть не решились.
Шурц решил, что дивизия Филипа Керни (из III корпуса) направлена поддержать его, и начал вторую атаку на позиции Хилла в 10:00. Но Керни не двинулся с места и вторая атака сорвалась. Историки полагают, что виноват во всем именно Керни, который действовал из личной неприязни к Зигелю.
В 13:00 участок Зигеля был усилен дивизией Джозефа Хукера (из III корпуса) и бригадой Исаака Стивенса (IX корпус). Сам Поуп так же прибыл на поле боя, чтобы увидеть решительный момент своей победы.

#### Марш Лонгстрита
Когда утром 25 августа Джексон ушёл в свой фланговый рейд, корпус Лонгстрита остался на позициях на берегах реки Раппаханок. 26 числа, когда было замечено отступление федеральной армии, Ли направил Лонгстрита вслед за Джексоном. Утром 27 августа Ли прибыл в Салем, где была сделана небольшая остановка. Утром 28 августа Ли находился уже в 22 милях от Джексона. Он двинулся на восток, отбросил федеральный заслон (Сражение при Торуфэир-Гэп) и утром 29 августа вышел к Хаймаркету, где его встретил Джеб Стюарт.
Армия свернула на дорогу Уоррентон-Сентервилль, и около 10:30 передовая дивизия Джона Худа встретила Джексона, который выехал им на встречу. «Раздались громкие приветствия, — писал Фриман, — и люди Джексона впервые узнали, что величайшая опасность уже позади, и что Северовирджинская армия снова объединилась».
Корпус Лонгстрита начал разворачиваться для боя. Дивизия Джона Худа встала поперёк Уоррентонской дороги, примыкая левым флангом к дивизиям Джексона. Бригада Натана Эванса встала позади. Три бригады Кадмуса Уилкокса встали за левым флангом Худа, а три бригады Кемпера — за правым. Дивизия Дэвида Джонса развернулась правее Худа. Это была хорошая позиция для обороны, хотя она была не так хороша для наступления.

#### Сомнения генерала Ли
Теперь, когда весь корпус Лонгстрита (за исключением дивизии Ричарда Андерсона) был на позиции, Ли решил наступать, о чём и сообщил Лонгстриту. Однако, Лонгстрит усомнился в целесообразности наступления. Он считал, что надо сначала спровоцировать противника на атаку. Лонгстрит отправился лично изучить положение на фронте, а когда вернулся, то его неуверенность усилилась. Он полагал, что местность неудобна для наступления, а правому флангу могут угрожать сильные группировки противника. Как раз в это время пришло сообщение от Стюарта — кавалеристы Беверли Робертсона заметили целый федеральный корпус, движущийся по дороге Манассас-Гэинсвилль. Это заставило Лонгстрита срочно перебросить на свой правый фланг дивизию Уилкокса. «Может, стоит всё же двинуть наши линии вперёд?» — спросил Ли Лонгстрита, на что тот ответил: «Я думаю, что нет. Лучше подождать новых сообщений от Стюарта относительно тех сил, что движутся на нас со стороны Манассаса». Джексон, который присутствовал при этом разговоре, никак не прокомментировал это заявление.
Дуглас Фриман по этому поводу заметил, что Ли редко учитывал мнения других, однако именно в тот день он всё же уступил Лонгстриту. Впоследствии примерно то же самое повторилось под Геттисбергом.
Семена геттисбергской катастрофы были посеяны именно здесь - когда Ли уступил Лонгстриту, а тот понял, что такое возможно..
Пока Ли размышлял, Стюарт отправился в сторону Манассаса и обнаружил, что бригада Робертсона и полк Россера ведут перестрелку с наступающими федеральными частями. «Их линия наступления шла через мою позицию, — писал Стюарт в рапорте, — которая была удобна и для артиллерии и для наблюдения, и выводила во фланг корпуса Лонстрита». Стюарт убедился, что перед ним целый федеральный корпус (Пятый) и немедленно сообщил об этом командованию, а сам поручил кавалеристам привязать ветки к лошадям и поднимать тучи пыли, чтобы ввести в заблуждение противника относительно своей численности. Получив эту информацию, Лонгстрит направил на помощь Стюарту бригады Дженкинса, Кемпера и Джонса.

#### Наступление Портера
Утром того дня корпус Фицджона Портера наступал от Манассаса в направлении Геинсвилля. Столкновение с кавалерией Стюарта заставило его остановиться. В это время, после 10:00, прибыл вестовой с приказом от генерала Поупа. Этот приказ, известный сейчас, как «Joint Order», был адресован Макдауэлу и Портеру и стал одним из самых спорных документов той кампании. Этот приказ был написан в Сентервилле в 10:00 и был составлен так запутано, что привёл к событиям, противоположным тем, что подразумевал Поуп.
Историк Джон Хэннеси называет его «непревзойдённо противоречивым и запутанным, неизбежно порождающим разночтения». Историк Дональд Джерман называл этот приказ плохо написанным и запутанным, подобно всем другим приказам Поупа. Несмотря на многословность, в нём было три основных пункта:
- Выйти к Геинсвиллю
- Соединиться с частями Поупа
- Занять позицию, позволяющую отойти к реке Булл-Ран ночью или утром следующего дня

Поуп предполагал, что его корпуса и корпус Портера встретятся в Гейнсвилле, однако в реальности сам Поуп не достиг Гейнсвилля, а остановился в Гроветоне. Таким образом, Портер физически не мог войти в соприкосновение с Поупом, даже если бы вышел к Гейнсвиллю.
Поуп заключил приказ словами о том, что его можно не выполнять, если обстоятельства потребуют. «Если появится возможность добиться чего-нибудь отступлением от этого приказа, то можно не выполнять его во всей точности», писал Поуп.
В целом, как военный приказ, он оказался совершенно бесполезен.
И все же Портер попытался хоть как-то выполнить второй пункт приказа: до соседнего корпуса в Гроветоне было 2 мили леса и Портер попробовал найти этот корпус, но неудачно. Он послал вестовых на поиски корпуса Зигеля или Макдауэлла, но вестовые попали в плен.
Как раз в это время Макдауэлл получил сообщение Джона Бьюфорда, который писал, что 17 полков пехоты, батарея и 500 всадников прошли через Геинсвилль в 8:15. Это была армия Лонгстрита, и Портер с Макдауэллом решили, что именно эти силы сейчас находятся перед ними. Они остановили наступление. Макдауэлл отчего-то не переправил это донесение Поупу, и в результате Поуп не узнал о появлении Лонгстрита о задержке Портера. Поуп был уверен, что Портер готовится к удару на незащищённый правый фланг Джексона.

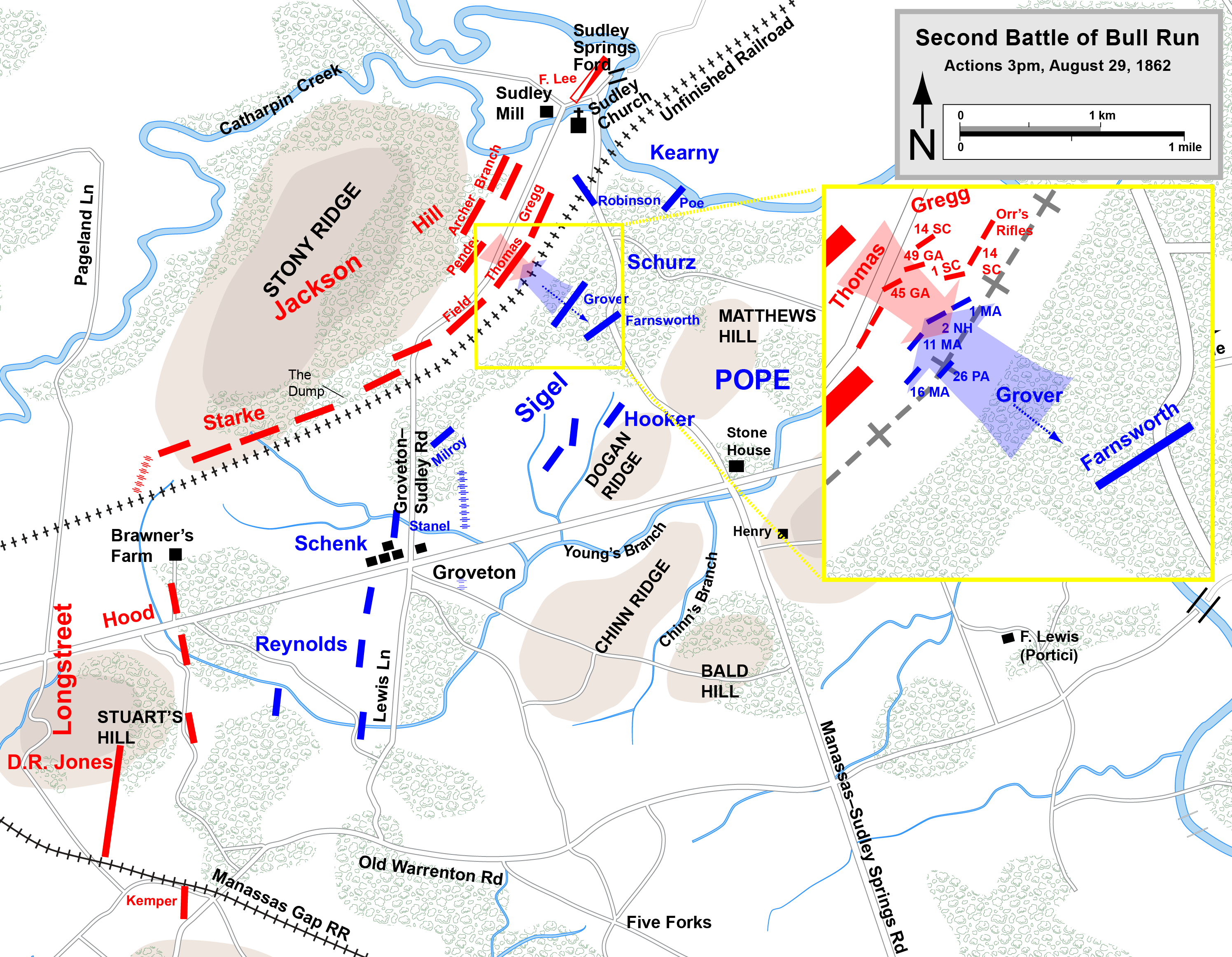
15:00, атака Грове

Полагая, что атака Портера на правый фланг Джексона развивается по плану, Поуп организовал четыре атаки на центр Джексона, чтобы отвлечь его внимание, и позволить Портеру нанести решительный удар. Бригада генерала Кавье Грове (из дивизии Хукера) атаковала в 15:00, ожидая поддержки дивизии Керни. В первой линии Грове разместил свои ветеранские полки: 2-й ньюгемпширский (центр), 11-й массачусетский (слева) и 1-й массачусетский (справа). Во второй линии наступали 26-й пенсильванский и 16-й массачусетские полки. Их удар пришелся прямо по 125-метровому зазору между бригадами Томаса и Грегга. Отбросив стрелковую цепь, бригада вышла к траншее железной дороги и тут по ней дала мощный залп джорджианская бригада Томаса. Грове скомандовал «В атаку!» и его полки бросились вперед, смяв оборону джорджианцев. Левофланговый 49-й джорджианский полк стал отходить в беспорядке; центральный 45-й джорджианский продержался чуть дольше, но так же стал отходить. Бригада Грове прошла около 80 метров за линию железной дороги, где попала под залп второй линии бригады Томаса — и снова бросилась в штыковую атаку. «Здесь произошла самая жестокая драка за весь день, — вспоминал потом один из солдат 2-го ньюгемпширского полка, — завязалась рукопашный бой штыками и прикладами. Такой бой не длится долго. Ньюгемпширский победил».
Бригада Томаса была разбита, фронт был прорван, но успех надо было развить. Грове запросил помощи у соседней дивизии Керни, но Керни опять бездействовал, а Поуп не планировал главной атаки на этом направлении и тоже ничем не помог. Между тем бригада Грове понесла серьёзные потери и была дезорганизована атакой. С фланга по ней открыла огонь бригада Грегга, которая нанесла серьёзный урон 1-му массачусетскому. Между тем Томас сумел навести порядок в 49-м джорджианском, а на помощь ему подошла северокаролинская бригада Дурси Пендера, которая открыла огонь по левому флангу федералов. Бригада Грове попала под огонь со всех сторон, но всё ещё держалась, надеясь на подкрепления. Но подкреплений не было. Потеряв треть своего состава, бригада стала отходить. Первым стал отступать 1-й массачусетский, затем 11-й массачусетский, а затем уже все остальные полки. Только в этот момент бригада Робинсона из дивизии Керни была готова вступить в дело, но было уже поздно.
Генералу Рейнольдсу было приказано начать отвлекающее наступление южнее Уоррентонской дороги, но он наткнулся на части Лонгстрита и прекратил свою демонстрацию. Рейнольдс сообщил о случившемся Поупу, но тот решил, что Рейнольдс ошибся, и увиденные им части представляют собой V корпус Портера, наступающий на правый фланг Джексона. Между тем Джессе Рено приказал бригаде Джеймса Нагля атаковать центр позиции Джексона — и бригада Нагля повторила судьбу бригады Грове. Нагль сумел отбросить бригаду Тримбла, но бригада Бредли Джонсона остановила его наступление и отбросила Нагля, и даже сама перешла в наступление, пока федеральная артиллерия не заставила её остановиться.
В 16:30 Поуп наконец отправил Портеру однозначный приказ атаковать:

ПОЛЕВОЙ ШТАБ АРМИИ

29 августа 1862 — 16:30

Генерал-майор Портер,

Ваше наступление вывело вас на правый фланг противника. Я хочу, чтобы вы наконец двинулись вперёд на вражеский фланг и, если получился, в его тыл, поддерживая связь с генералом Рейнольдсом. Противник сосредоточен в лесах перед вами, однако может быть выбит артиллерией как только вы ударите в его фланг. Держите резервы, используйте свои батареи, которые держите справа от себя всё время. Если придётся отступать, двигайтесь назад и вправо, поддерживая связь с правым крылом.

ДЖОН ПОУП

Командующий генерал-майор

Оригинальный текст (англ.)–HEADQUARTERS IN THE FIELD,

August 29, 1862-- 4.30 p.m.

Major-General PORTER:

Your line of march brings you in on the enemy's right flank. I desire you to push forward into action at once on the enemy's flank, and, if possible, on his rear, keeping your right in communication with General Reynolds. The enemy is massed in the woods in front of us, but can be shelled out as soon as you engage their flank. Keep heavy reserves, and use your batteries, keeping well closed to your right all the time. In case you are obliged to fall back, do so to your right and rear, so as to keep you in close communication with the right wing.

JOHN POPE,

Major-General, Commanding.

— Defense of Maj. Gen. Fitz John Porter
Позже в Поуп писал:

«Я уверен, что в пять часов дня 29-го генерал Портер не имел перед своим фронтом значительных сил противника. Я решил тогда, и уверен теперь, что ему необходимо было повернуть против правого фланга Джексона и ударить ему в тыл. Если бы он это осуществил, мы могли бы разгромить Джексона до того, как он объединиться с Лонгстритом».

Однако, вестовой (его племянник) сбился с дороги и не смог доставить приказ до 18:30. К этому моменту уже наступил вечер и было поздно начинать наступление.
Но в любом случае, положение Портера была уже не таким выгодным, что в начале дня. В ожидании этой атаки Поуп приказал Филипу Керни атаковать левый фланг Джексона с тем, чтобы отвлечь внимание Джексона от правого фланга. Бригады Хилла на этом участке были сильно потрепаны предыдущими боями и их боеприпасы подходили к концу. Хилл сообщил Джексону о своём затруднительном положении. В ответ Джексон лично явился на позиции Хилла и сказал: «Если они атакуют снова, вы должны их отбить». Как раз в этот момент началась стрельба. «Они идут!» — воскликнул Хилл. «Я рассчитываю, что вы их отобьёте», ответил Джексон.
В 17:00, впервые за время сражения, Керни оправдал свою репутацию агрессивного генерала — он двинулся вперед всеми своими десятью полками (около 3000 чел.), ударив по бригадам Грегга и Арчера. «Умрём же здесь, ребята, умрём же здесь!» — воскликнул генерал Грегг. Федеральная бригада Даниеля Лейзура атаковала и смяла ряды бригады Макси Грегга. Хилл бросил в бой последний резерв — бригаду Брэнча, а затем подошла бригада Джубала Эрли, и федеральное наступление было остановлено.
На правом фланге армии Конфедерации Лонгстрит наблюдал уход Макдауэлла — дивизии I-го корпуса отходили к холму Генри для поддержки Рейнольдса. Эта новость навела Ли на мысль о наступлении в этом районе. Но Лонгстрит снова возражал — на этот раз ссылаясь на приближение темноты. Взамен он предложил разведку боем, чтобы прощупать положение противника и подготовиться к утренней атаке. Ли согласился и вперед двинулась дивизия Худа. Между тем Поуп преувеличил временный успех Керни и решил, что противник, наконец, отступает. Он приказал дивизии генерала Джона Хэтча наступать на запад по Уоррентонской дороге, преследуя южан. Хэтч послал вперёд две бригады, которые натолкнулись на людей Худа около Гроветонского перекрестка. «Противник оказался гораздо более воинственным, чем положено быть отступающему», вспоминал впоследствии солдат-северянин. Бригады Хэтча попали в трудное положение, но их короткая перестрелка очень быстро завершилась ввиду темноты. Хэтч отступил. В своём докладе генералу Ли Худ заявил, что позиции противника очень сильны и атаковать её утром весьма опасно. Уилкокс придерживался того же мнения. Эти донесения привели генерала Ли к заключению, что надо избегать генерального сражения и продолжать маневрирование, чтобы заставить Поупа покинуть Вирджинию. Он послал сообщение об этом президенту и стал ждать утра..
Когда до Поупа дошло донесение Бьюфорда, он наконец осознал, что Лонгстрит уже на поле боя, но оптимистично предположил, что Лонгстрит подошёл только для поддержки Джексона, а основная масса армии Юга отступает. Собственно, дивизия Худа в этот момент как раз отступала. Поуп приказал корпусу Портера присоединиться к основной армии и готовиться к наступлению утром 30 августа. Историк Уильсон Грин считает это решение Поупа самой грубой ошибкой того сражения. Северяне уже не имели серьёзного численного перевеса и выгодной позиции, и самым разумным решением было бы отвести армию за Булл-Ран и соединиться с 25-тысячной армией Макклелана.

### 30 августа
Когда наступило утро, генерал Ли написал письмо президенту, в котором объяснил, почему он не желает начинать генеральное сражение.

Насколько я могу судить, противник отошёл от раппаханокского фронта и вынужден сконцентрировать войска между Манассасом и Сентервиллем. Уступая противнику в численности, я решил избегать генерального сражения, и путём маневрирования постараться освободить ещё некоторую часть страны.
Оригинальный текст (англ.)– The movement has, as far as I am able to judge, drawn the enemy from the Rappahannock frontier and caused him to concentrate his troops between Manassas and Centreville. My desire has been to avoid a general engagement, being the weaker force, and by maneuvering to relieve the portion of the country referred to. 
— R. E. Lee: A Biography by Douglas Southall Freeman
Последняя часть армии Лонгстрита — дивизия Ричарда Андерсона — прошла 27 километров и прибыла на поле боя 30 августа в 03:00. Люди Андерсона были измотаны переходом и незнакомы с местностью, поэтому они остановились на гряде восточнее Гроветона. На рассвете они осознали, что находятся в стороне от своих и опасно близко к противнику. Они отошли. Это отступление стало известно Поупу и укрепило его во мнении, что противник отступает. В 08:00 в штабе Поупа собрался совет. Около 10:00 изучение линии конфедератов на Каменистом Хребте показало, что люди Джексона все ещё стоят на своих оборонительных позициях. Рейнольдс заметил, что южане собрали значительные силы южнее Уоррентонской дороги. То же самое показала разведка Портера. Однако, Хейнцельман и Макдауэлл лично провели рекогносцировку и не нашли оборонительной линии Джексона. Поуп окончательно пришёл к решению атаковать отступающего противника.
В 11:30 Поуп отдал Портеру устный приказ наступать. Корпус Портера при поддержке дивизии Хэтча и дивизии Рейнольдса должен был двигаться на запад по Уоррентонской дороге, а Рикеттс, Кэрни и Хукер должны были одновременно атаковать правый фланг южан. Этот двойной удар мог бы разбить отступающего противника, но конфедераты как раз не собирались отступать, а ждали, когда же их наконец, атакуют. Ли все ещё ждал подходящего момента для контратаки. Он не был уверен, что Поуп атакует в этот день, но всё же разместил артиллерию Стефана Ли на высоте около фермы Брауна, откуда хорошо простреливалось пространство перед позициями Джексона.
Корпус Портера не вышел на позиции для наступления на запад, но он находился в лесу к северу от дороги, около Гроветона. Примерно два часа ушло на то, чтобы построить 10 000 человек для атаки на позиции Джексона. Портеру противостояла дивизия под командованием Уильяма Старка. Во главе наступающих федеральных частей стояла дивизия под командованием Дэниэля Баттерфилда (который замещал Морелла): бригада Генри Уикса слева, Чарльза Робертса — в центре. Правее встала дивизия Хэтча. Две бригады Джорджа Сайкса остались в резерве.

#### Атака Портера

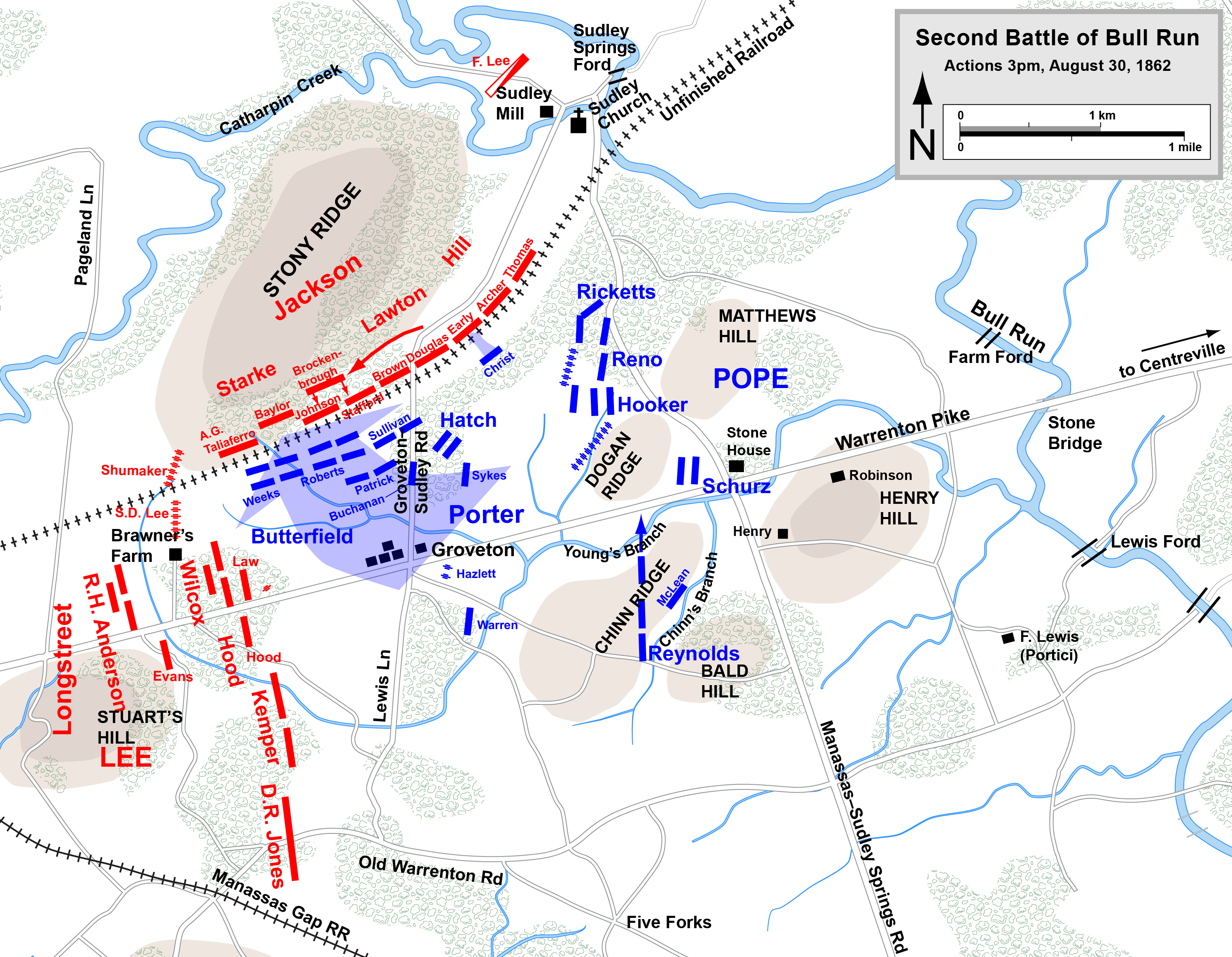
Атака федеральной армии 30 августа 1862 года.

Генерал Ли уже планировал начать переброску части армий на север в обход противника, когда около полудня стало очевидно, что федеральная армия готовит атаку. Одновременно пришло сообщение, что дивизия Дэниеля Хилла уже на подходе — это означало, что у Ли есть кое-какие подкрепления. Ли отменил переброску и стал следить за развитием событий.
Корпус Портера начал атаку в 15:00. Перед северянами стояла непростая задача. Дивизии Баттерфилда предстояло пройти 550 метров, причем последние 140 метров — вверх по склону, и атаковать сильные позиции за железнодорожной выемкой. Дивизия Хэтча должна была пройти всего 270 метров, но ей предстояло совершить круговой разворот под огнём противника. Две дивизии выдержали мощный обстрел со стороны батареи Стефана Ли, затем попали под ружейный огонь пехоты, который унёс жизни полковых командиров Эдварда Фрисби и Эндрю Бэрни, и все же им удалось проломить линию обороны противника, отбросив 48-й вирджинский пехотный полк. «Бригада каменной стены» бросилась закрывать прорыв и понесла тяжёлые потери; погиб их командир, полковник Бэйлор. Именно тут произошёл самый знаменитый эпизод сражения: солдаты бригад Джонсона и Стаффорда стреляли так часто, что израсходовали боеприпасы, и начали швырять камни в солдат 24-го нью-йоркского полка, которые сильно удивились, но ответили тем же. Южанам удалось продержаться до подхода бригады Джона Брокенбро. Этот знаменитый момент зафиксирован в рапорте Стаффорда: «На этой позиции противник атаковал нас несколько раз, но всякий раз был отбит, понеся тяжёлые потери и не добившись ничего. Как раз в этот момент боеприпасы нашей бригады подошли к концу. Парни подобрали кое-что с тел погибших товарищей, но этого было недостаточно, так что ввиду отсутствия боеприпасов они стали драться камнями и удержали свою позицию».
Джексон перебросил на опасные участки некоторые части дивизии Хилла, а также послал адъютанта к Лонгстриту с просьбой прислать ему на помощь дивизию. По мнению Хеннеси, эта крайняя мера говорит о том, что Джексон оказался в действительно трудном положении. Однако, Лонгстрит решил, что переброска пехотной дивизии займёт слишком много времени и вместо этого приказал своей артиллерии открыть огонь по подходящим федеральным подкреплениям. «Своевременное вмешательство артиллерии могло спасти сражение, — вспоминал потом Лонгстрит, — подкрепления могли не успеть подойти вовремя, поэтому я вызвал ближайшие батареи. … Первые выстрелы сделала батарея Чапмана, за которой подключились Бойс и Рейли. Почти сразу же раненые начали падать в шеренгах Портера; их число росло с каждым залпом. Пехотные ряды заколебались … Через десять или пятнадцать минут они в беспорядке стали отходить в тыл».
В это время Портер как раз собирался послать в помощь атакующим дивизию Сайкса, но бомбардировка вынудила его отменить это решение. Более того, Портер, который с самого начала сомневался в целесообразности атаки силами одного корпуса, теперь убедился в том, что продолжение атаки обречено на неудачу, и решил не усугублять потери, поэтому не послал в бой бригады Даблдея и Гиббона. Это в свою очередь означало, что бригады Робертса, Салливана и Уикса обречены на поражение.
Отступление так же обошлось Портеру недёшево. Некоторые части бригада Старка бросились преследовать отступающих, но были отброшены федеральными резервами, вставшими на дороге Гроветон — Садли. В этот момент у дивизии Кадмуса Уилкокса появился шанс атаковать отступающих людей Портера во фланг; Уилкокс велел бригаде Фетерстона атаковать, но по неизвестным причинам Фетерстон не выполнил приказ. Уилкокс ещё дважды повторил приказ, но Фетерстон не сдвинулся с места.
Сил Джексона были явно недостаточны для контратаки, и это позволило Портеру навести порядок в своих рядах. Беспокоясь за Портера, Ирвин Макдауэлл приказал Рейнольдсу увести свою дивизия с гряды Чинн-Ридж и поддержать Портера. Это стало самой серьёзной тактической ошибкой того дня: теперь всего 2000 северян остались к югу от дороги. Вскоре этому отряду предстоит встретить вдесятеро превосходящего их противника.

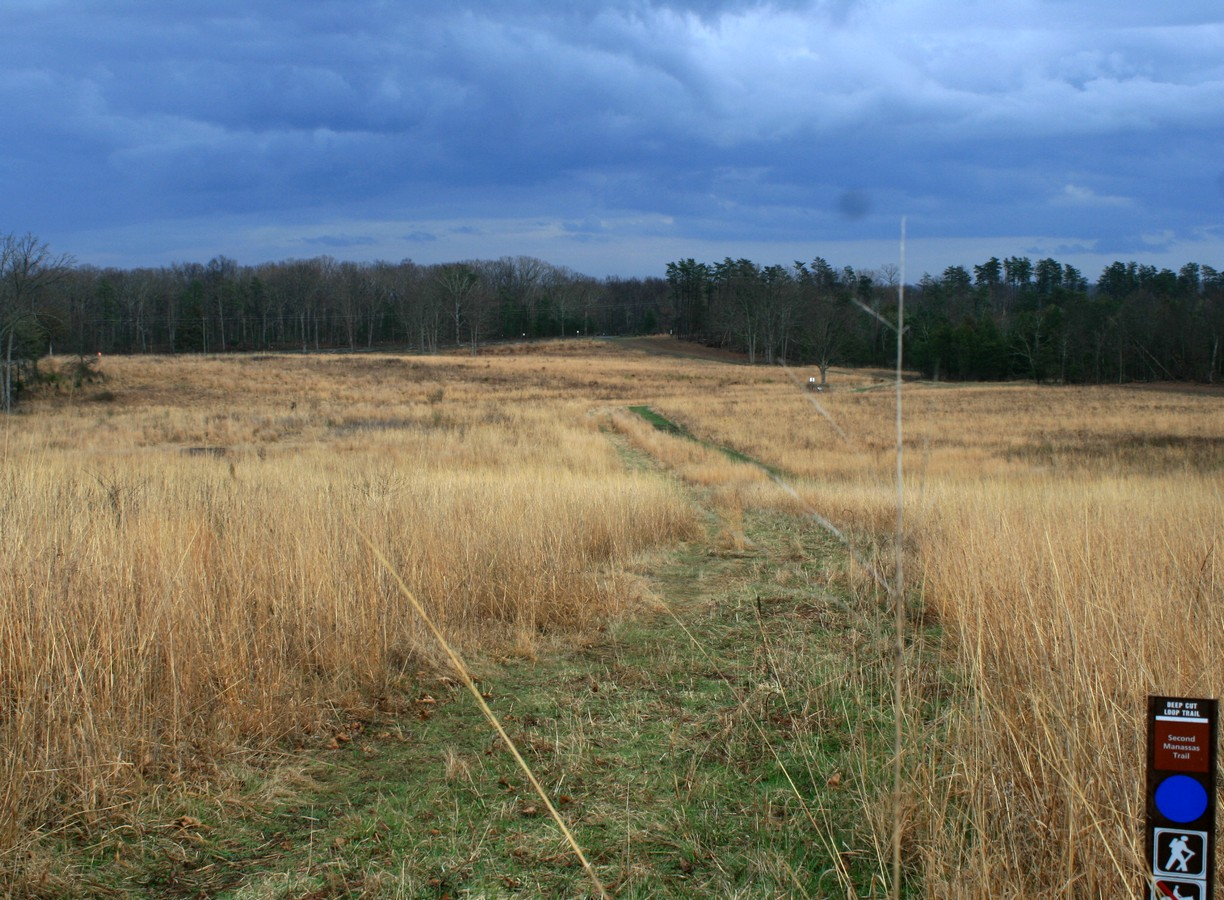
Поле атаки Портера
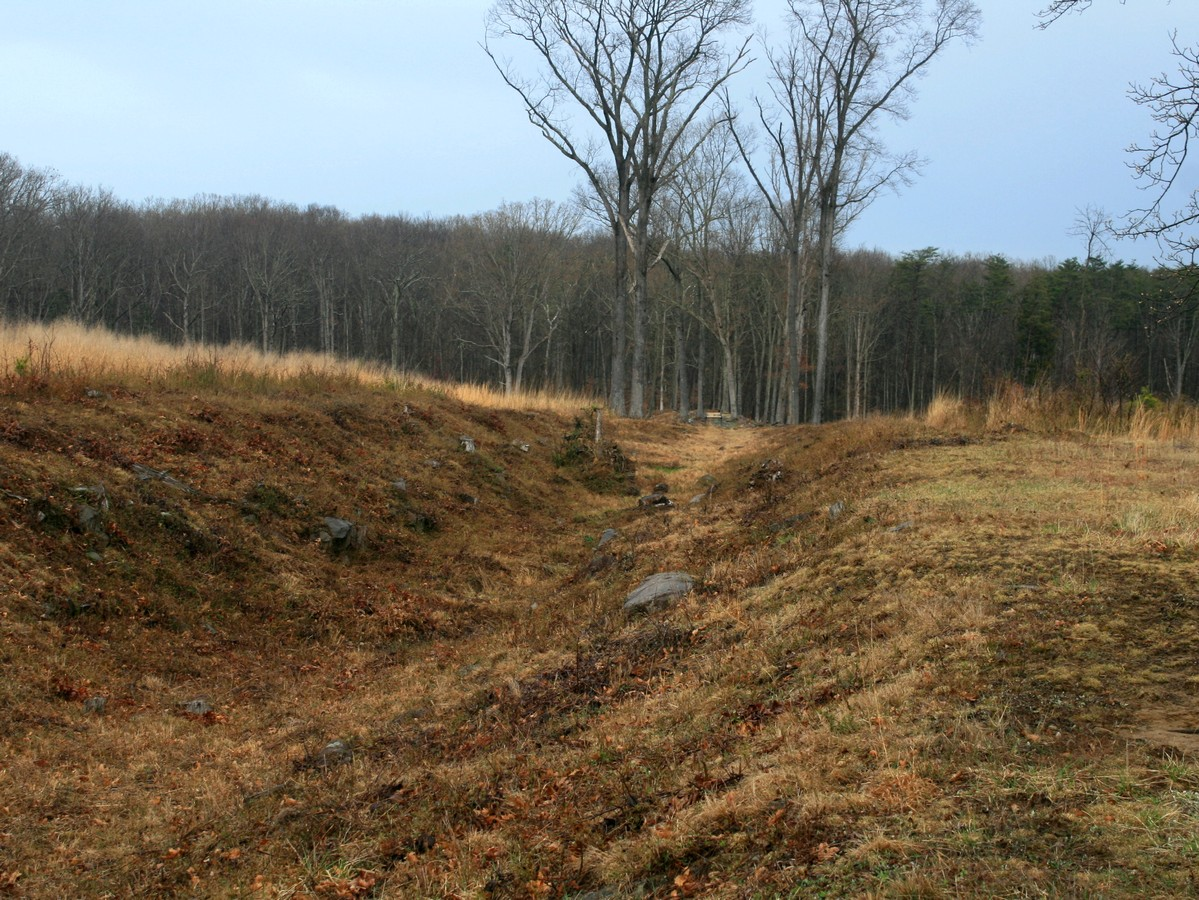
Железнодорожная выемка
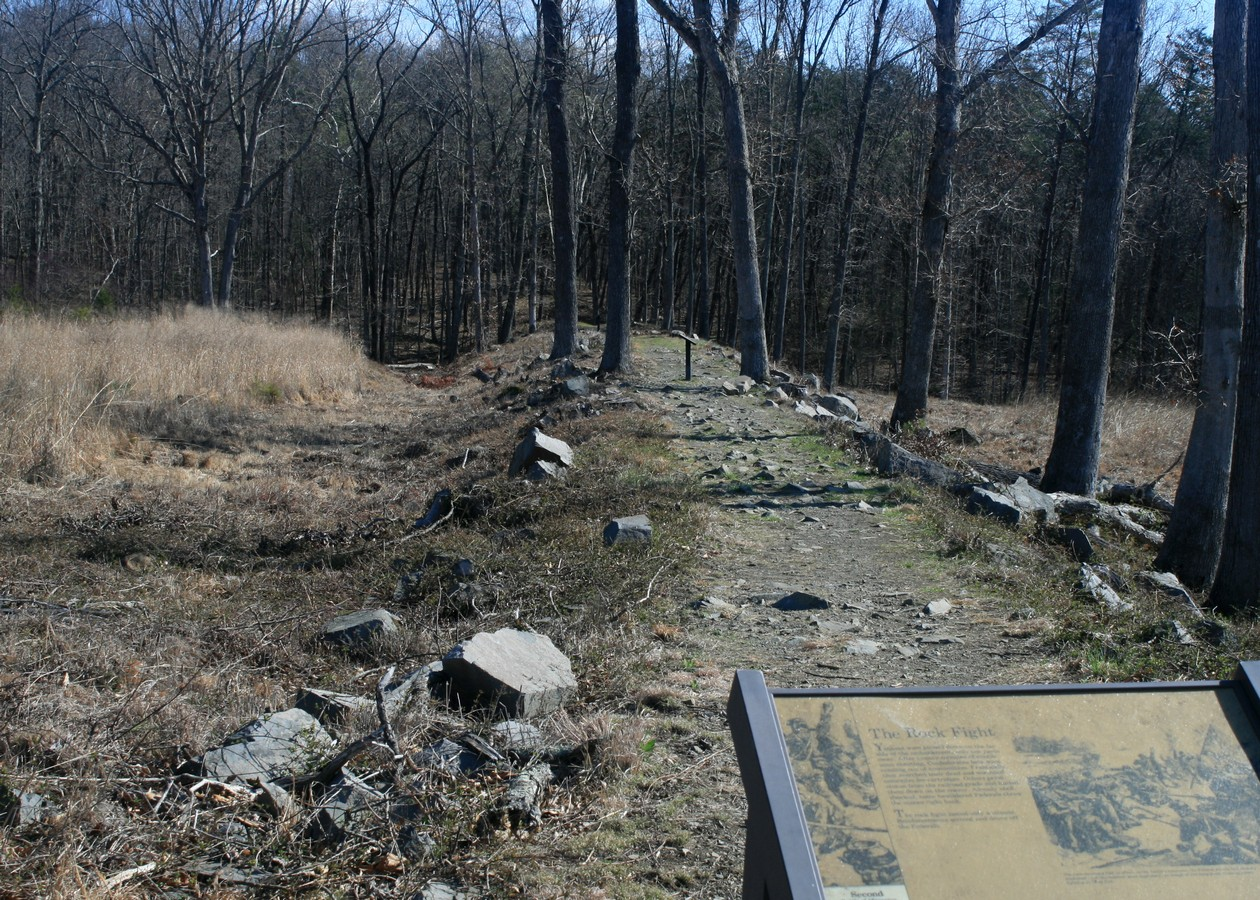
Железнодорожная насыпь
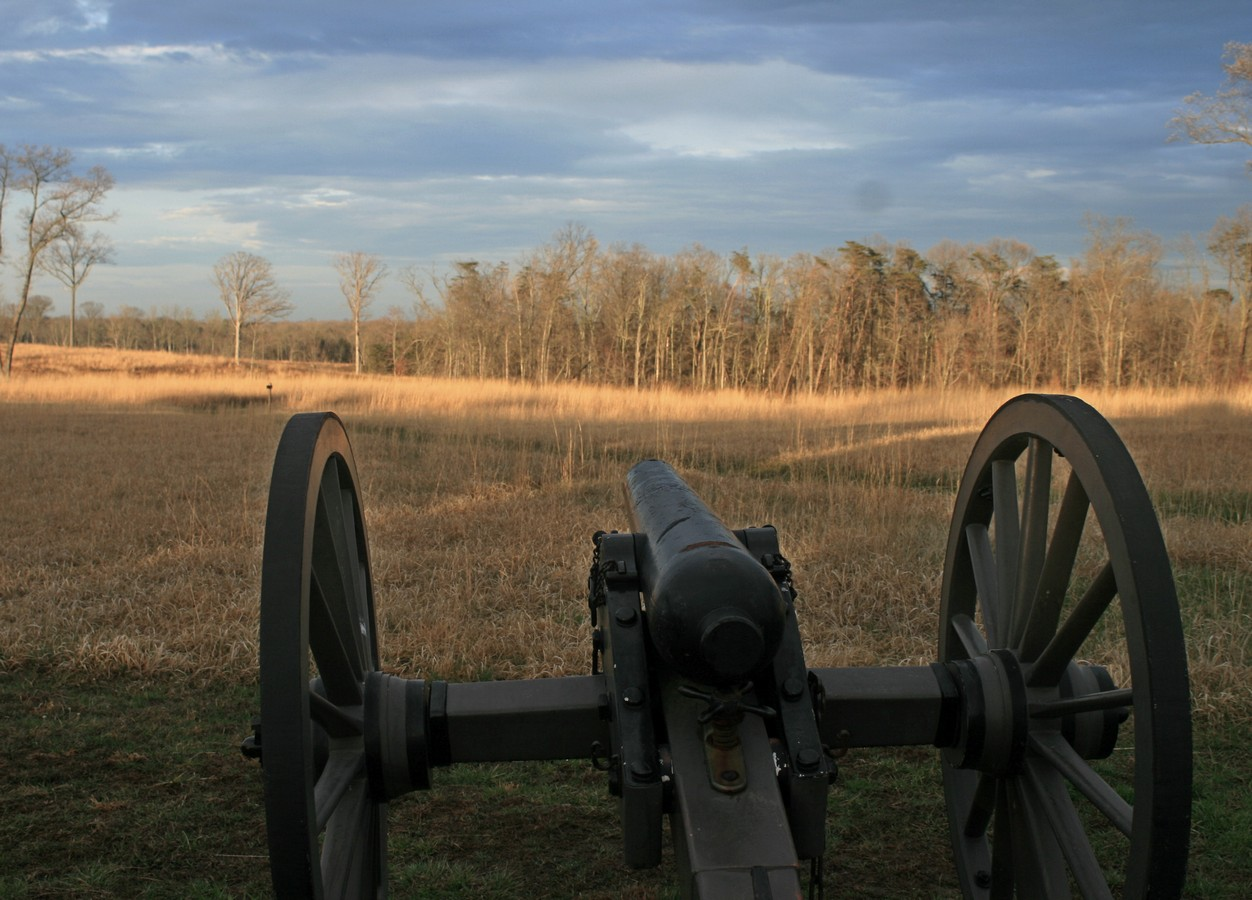
Артиллерия Лонгстрита

#### Атака Лонгстрита

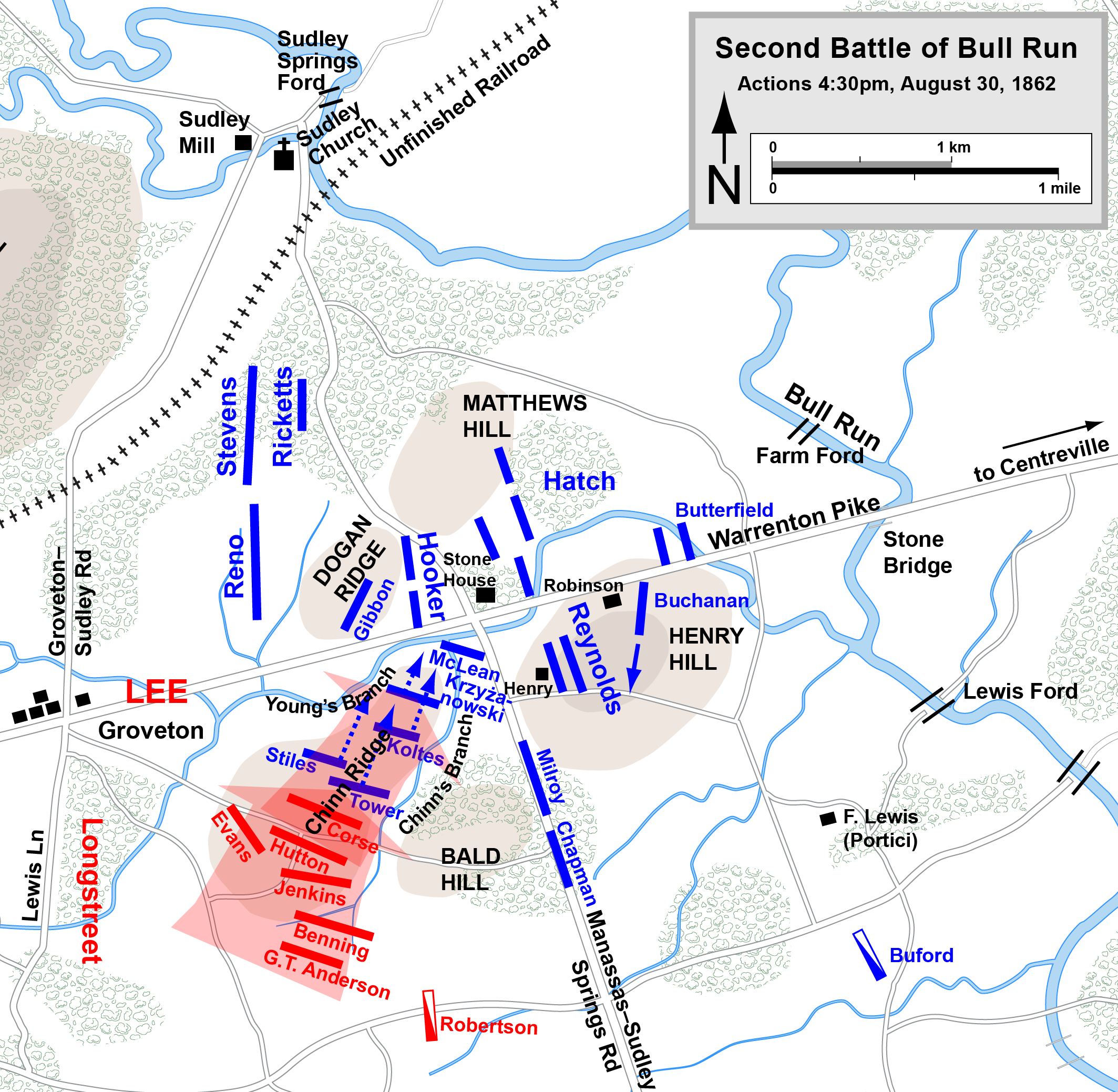
30 августа 16:30 Оборона Чинн-Ридж

Тем временем Ли и Лонгстрит решили, что пора начинать долгожданную атаку. Целью атаки был избран Холм Генри — тот самый холм, на котором решился исход Первого сражения при Булл-Ран. В случае его захвата отступление федеральной армии стало бы проблематичным. «Крыло» Лонгстрита состояло из 5 дивизий (25 000 человек) и протянулось на милю с половиной от фермы Брауна на севере до ж/д Манассас Гап на юге. Чтобы выйти к холму Генри, им предстояло пройти более 3 километров по сложной местности, через хребты, овраги и участки густого леса. Понимая, что не сможет руководить наступлением на такой пересеченной местности, Лонгстрит позволил дивизиям действовать самостоятельно. Ударной дивизией стала дивизия Джона Худа, стоящая слева, около дороги. Её поддерживала бригада южнокаролинцев Натана Эванса. Правее Худа стояли дивизии Кемпера и Джонса, дивизия Уилкокса стояла левее Худа. Дивизия Андерсона находилась в резерве. Перед атакой Ли передал Джексону сообщение: «Генерал Лонгстрит наступает. Готовьтесь прикрыть его левый фланг».
Как заметил Дуглас Фриман, эта атака была продумана гораздо лучше, чем при Геинс-Милл или при Малверн-Хилл. На этот раз не было разрозненных атак, вместо этого все дивизии крыла двинулись вперед одновременно, хотя кое-какие накладки всё же произошли.
Федеральные силы к югу от Уоррентонской дороги состояли всего из бригады Натаниэля Маклина (I корпус, дивизия Шенка) и бригады Говернора Уоррена (V корпус, дивизия Сайкса). Маклин удерживал Чинн-Ридж, а Уоррен стоял около Гроветона, в 730 метрах западнее. Дивизия Худа начала атаку в 16:00, сразу опрокинув два полка Уоррена: 5-й и 10-й нью-йоркские. За первые же 10 минут боя 5-й нью-йоркский из своих 500 человек потерял 300, причем 120 убитыми. В ту войну это была самая крупная потеря пехотного полка за один бой.
Когда Поуп и Макдауэлл осознали опасность ситуации, они приказали занять войсками холм Генри. Но до того, как это могло быть исполнено, бригада Маклина была единственным препятствием на пути к этому холму. Бригада была построена в линию, фронтом на запад. Это было 1200 человек в четырёх полках:
- 25-й огайский полк; полковник Уильям Ричардсон
- 55-й огайский полк; полковник Джон Ли
- 73-й огайский полк; полковник Орланд Смит
- 75-й огайский полк; майор Роберт Рейли

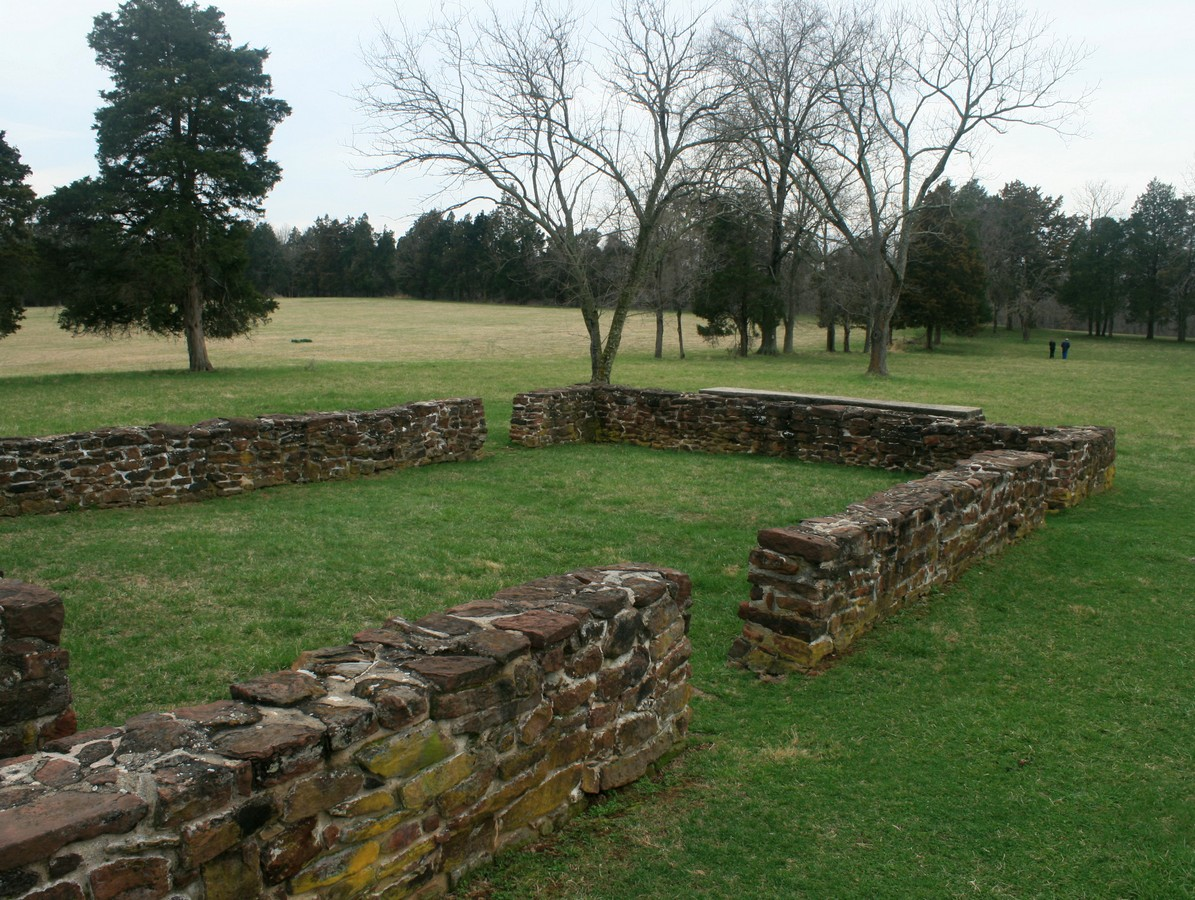
Руины дома Чинн-Хаус на хребте Чинн-Ридж (2015)

Бригаду поддерживала всего одна батарея Марка Уилдрича, которая стояла в центре линии. Бригаде удалось отбить атаку Худа, о чём Маклин потом писал так: «Я открыл по противнику огонь своими четырьмя орудиями, сначала снарядами, а когда они подошли ближе — картечью. Пехота так же открыла огонь и вскоре противник отступил в большом беспорядке».
После этого бригада выдержала атаку ещё одной бригады, которая вышла им в левый фланг. И все же третья атака (бригады Монтгомери Корсе из дивизии Кемпера) удалась, хотя и по недоразумению. Люди Маклина приняли подходящие с юга части за свои и не открыли огонь. Когда же он осознали ошибку, то попали под интенсивный 10-минутный огонь с близкой дистанции. Затем атакующих поддержала луизианская артиллерийская батарея, и федеральная линия рухнула. Маклин понял, что почти окружён, и приказал своим полкам отступать.
Огайская бригада потеряла 33 % своего состава, но она дала Поупу драгоценные 30 минут для переброски подкреплений.
Первыми на помощь пришли две федеральные бригады из дивизии Рикеттса: Зеалуса Тоуэра и Роберта Стайлса. Бригада Тоуэра наступала в идеальном порядке, о чём потом рядовой 17-го вирджинского полка вспоминал: «Это было прекрасное наступление и некоторые наши люди, глядя на это, даже забывали выстрелить из мушкета. Впереди шёл юный барабанщик… он бил в барабан так сильно, что этот звук был слышен даже сквозь залпы орудий».

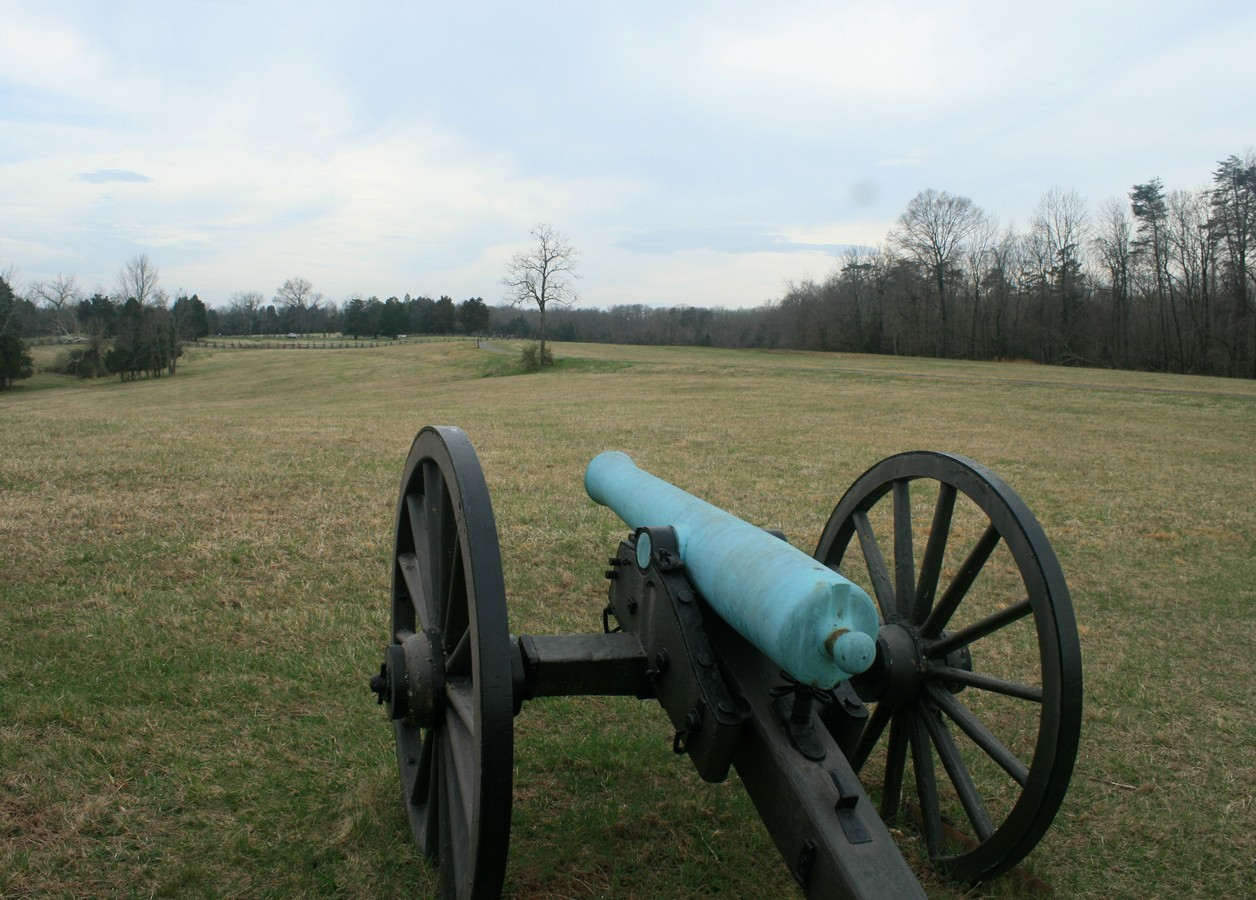
Мемориальное орудие 5-й Мэнской батареи (2015)

Однако, бригада Тоуэра попала под удар с трёх сторон, его артиллерия была захвачена и сам он серьёзно ранен. Идущая следом бригада Стайлса попала под удар двух подошедших бригад дивизии Кемпера: её атаковали Мика Дженкинс и Эппа Хантон. В завязавшемся бою был смертельно ранен командир 12-го массачусетского полка, полковник Флетчер Вебстер (сын известного государственного деятеля Дэниэля Вебстера). Подошли ещё две федеральные бригады — Джона Колтеса и Владимира Кржижановски (из корпуса Зигеля), но смогли сделать немногое. К 18:00 бригады Андерсона И Беннинга полностью очистили от федералов Чинн-Ридж. И все же успех достался южанам дорогой ценой — были потеряны и люди и время. Дивизии Худа и Кемпера из-за потерь не могли продолжать наступление. До холма Генри оставалось ещё несколько сотен метров, а светового времени оставалось не более часа.
В этой атаке не участвовала целая дивизия — три бригады Уилкокса двигались медленно и вошли в соприкосновение с противником слишком поздно. Это вообще был неудачный день для Уилкокса.
Пока длилось наступление южан, Поуп успел перебросить 4 бригады на холм Генри: две из дивизии Рейнольдса, одну из дивизии Сайкса и бригаду Роберта Милрой. Ли понял, что для завершения атаки нужно ещё одно дополнительное усилие, и он вызвал из резерва дивизию Андерсона. Пока эта дивизия перемещалась, генерал Джонс предпринял атаку на холм Генри, послав в бой бригады Беннинга и Джорджа Андерсона. В атаку пошло 3000 человек, но атака была плохо скоординирована и четыре федеральные бригады удержали свою позицию. Давление на федералов усилилось с прибытием двух бригад дивизии Ричарда Андерсона: Вильяма Махоуна и Эмброуза Райта. Части дивизии Сайкса не имели никакого естественного прикрытия, и они отошли к дому вдовы Генри. По необъяснимой причине Андерсон не воспользовался этим шансом. Возможно, он опасался темноты. Холм остался в руках противника.
Р.Х. Андерсон не воспользовался блестящей возможностью, которую предоставили три часа боя на Чинн-Ридж и Генри-Хилл. И поскольку он этого не сделал, конфедераты упустили шанс разбить армию Поупа до темноты.
Джексон «Каменная стена» имел конкретный приказ поддержать левый фланг Лонгстрита, но начал наступление севернее Уоррентонской дороги в 18:00 — очевидно сразу, как только смог организовать свои потрепанные боями части. Историк Джон Хеннеси называет задержку Джексона «одной из величайших загадок сражения» и «одной из крупнейших неудач Конфедерации» — явно преуменьшая эффект его наступления. «Лёгкая дивизия» Хилла пошла в атаку практически без приказа сверху: генерал Пендер заметил, что федеральные части разворачиваются фронтом к Лонгстриту и предложил Хиллу атаковать противника во фланг. Хилл согласился и сообщил Джексону, что готовится наступать. Бригады Брэнча и Арчера пошли вперёд, за ними — бригады Томаса, Пендера и Брокенбро (который командовал бригадой Филда). Потрёпанная бригада Грегга осталась в тылу. Дивизия опрокинула федеральные полки и преследовала их на расстоянии полумили, захватив артиллерийскую батарею.
Атака Джексона совпала с приказом Поупа отвести части на защиту холма Генри, поэтому южане смогли захватить много пленных и артиллерии. Однако, к 19:00 Поуп смог построить сильную оборонительную линию, которая примыкала к частям, стоящим на холме Генри. В 20:00 Поуп приказал начать общее отступление по дороге на Сентервилль. В отличие от беспорядочного отступления после Первого Булл-Рана, это отступление северян было спокойным и организованным. Конфедераты, измотанные боем и растратившие боеприпасы, не стали преследовать отступающих. Лонгстрит писал, что район Сентервилля был хорошо укреплен ещё самими южанами, и атаковать Поупа на этих позициях было опасно. Ли в итоге одержал победу, но не смог полностью уничтожить армию Поупа.

## Последствия

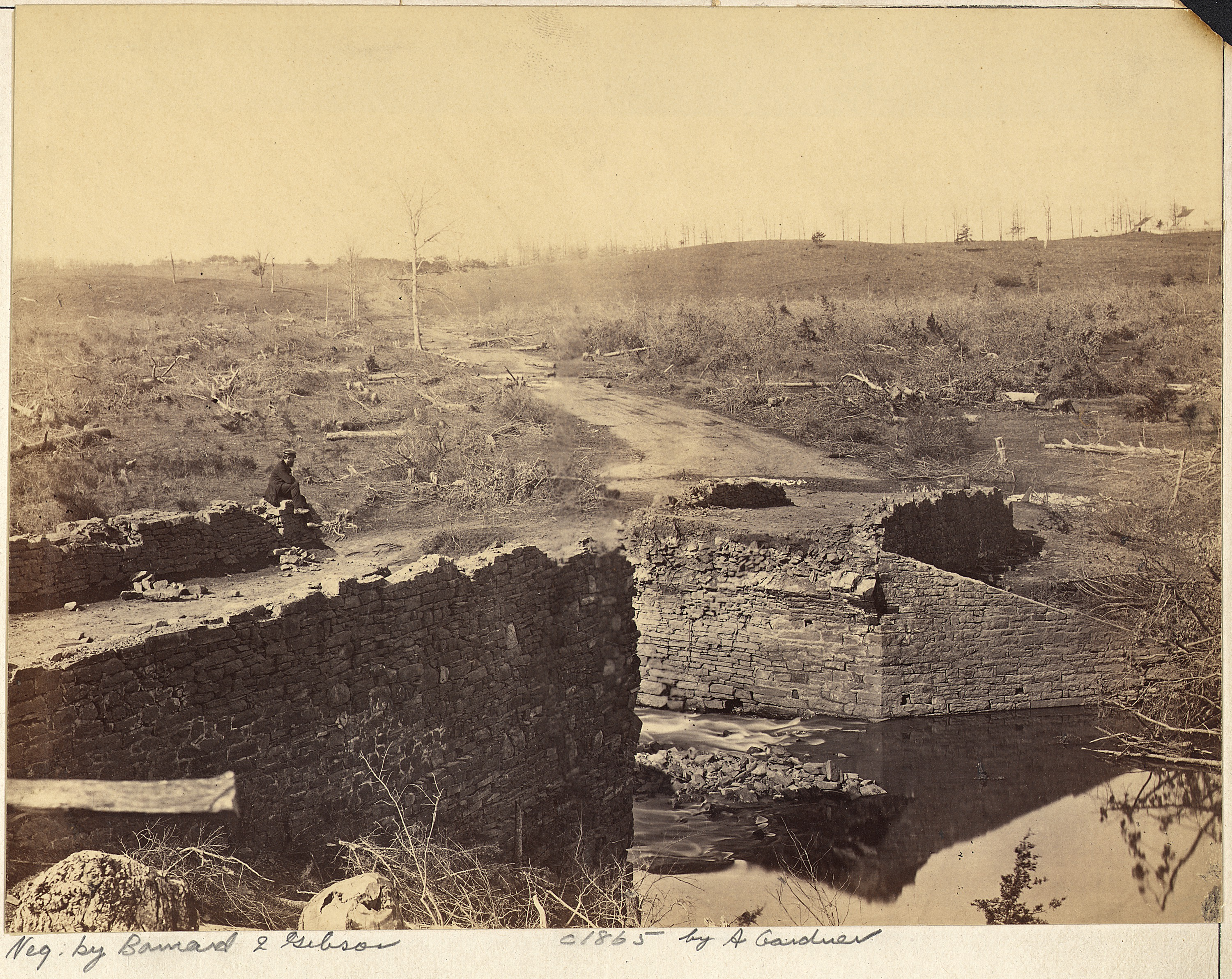
Ночью 30 августа Вирджинская армия перешла по этому мосту Булл-Ран и взорвала мост за собой.

Большинство историков сходятся на том, что федеральная армия потеряла 16 054 убитыми и ранеными из 70 000, а армия Конфедерации — 9197 убитыми и ранеными из 55 000. По статистике Джона Фредриксена: 1724 убитыми, 8372 ранеными, 5958 пропавшими без вести (итого 16 054) у северян и 1481 убитыми 7627 ранеными и 89 пропавшими без вести (итого 9197) у южан. Согласно рапорту Джексона, потери его трёх дивизий (включая потери во время рейда на Манассас) составили 4387 человек: 75 офицеров убито, 273 офицеров ранено, 730 рядовых убито и 3274 ранено, 35 человек пропало без вести.
Историк Бенжамен Кулинг писал, что Булл-Ран был, наверное, самым выдающимся сражением в карьере генерала Ли. Несмотря на примерно равные потери он снова поставил Север на грань катастрофы; незащищённый Вашингтон мог быть атакован и захвачен.
Так как северяне сконцентрировались в Сентервилле, Ли не оставил надежды разбить их. Он послал Джексона в новый фланговый марш, чтобы отрезать Поупа от Вашингтона.

Генерала Джексона вызвали в штаб рано утром. Получив приказ генерала Ли перейти Булл-Ран у Садли и двигаться по дороге Литл-Ривер на перехват противника, он сказал «Хорошо!», и ушёл, не произнеся более не слова и даже не улыбнувшись.

Поуп заметил манёвр Джексона, и провёл кое-какие контрмеры, что привело к сражению при Шантильи 1 сентября. Уже 3 сентября Ли начал Мерилендскую кампанию и его авангарды перешли Потомак, что впоследствии привело к сражению при Энтитеме.

### Проблема ответственности
Историк Дон Джонсон отмечает, что плохо вооружённая, малочисленная Северовирджинская армия смогла победить хорошо оснащённую Вирджинскую армию по вине одного человека — генерала Джона Поупа. Генерал принимал плохие, непростительные решения, которые базировались на совершенно нелогичных предположениях.
12 сентября 1862 года Поуп был отстранён от командования, его армия была объединена с Потомакской армией и передана Макклелану. До конца войны Поуп служил в Миннесоте и участвовал в Дакотской войне 1862 года. Он пытался свалить на кого-нибудь вину за своё поражение при Булл-Ран. В основном, он обвинял Портера и в итоге 25 ноября 1862 года Портер был арестован и отдан под трибунал за свои действия 29 августа. 10 января 1863 года Портер был признан виновным в неповиновении и его уволили из армии 21 января. Остаток своей жизни он боролся за отмену этого приговора. В 1878 году специальная комиссия при генерале Джоне Скофилде реабилитировала Портера: комиссия пришла к выводу, что его отказ атаковать Лонгстрита спас федеральную армию от ещё более тяжелого поражения. Ещё 10 лет спустя президент Честер Артур отменил приговор Портера.
Сражение фатально сказалось на карьере генерала Конфедерации Кадмуса Уилкокса, который за свои неудачи был понижен до командира бригады.

### Проблема санитарного обеспечения
С первых же дней после сражения возникла проблема вывоза раненых. Вирджинская армия оказалась к этому не готова; некое подобие санитарного корпуса имелось только в Потомакской армии, но те части, что пришли с вирджинского полуострова, прибыли вообще без санитарных подразделений. За санитарное обеспечение Вирджинской армии отвечал Томас Макпарлин; по его предложению был создан один большой госпиталь, однако он оказался далеко от поля боя (примерно в семи милях), что затрудняло транспортировку пострадавших.
Однако и этот госпиталь не справлялся со своими задачами, потому что часть санитарного обоза попала в руки противника. Не хватало даже врачей, из-за чего пришлось призывать гражданских медиков. Однако главной проблемой стала транспортировка раненых. Федеральному корпусу по штату полагалось 170 санитарных повозок, на деле же их оказалось максимум 45. Многие извозчики сбегали после первого же рейса на поле боя или же напивались медицинским спиртом. Ещё через три дня после сражения на поле боя оставалось около 3000 раненых федеральных солдат. Южане помогали им по мере возможности, но кормить их было нечем.
Сражение при Булл-Ран окончательно убедило правительство в необходимости создания санитарного корпуса. Несмотря на некоторых противников этой идеи в военном департаменте, такой корпус был создан уже в сентябре и неплохо проявил себя в сражении при Энтитеме. После этого такие корпуса стали появляться во всех остальных федеральных армиях. Булл-Ран стал последним сражением с высокими потерями по причине неорганизованности санитарного обеспечения.